# Kakatpenjalin
Kakatpenjalin is een bestuurslaag in het regentschap Lamongan van de provincie Oost-Java, Indonesië. Kakatpenjalin telt 1652 inwoners (volkstelling 2010).